# 侍戦隊シンケンジャーVSゴーオンジャー 銀幕BANG!!
- スーパー戦隊シリーズ
  - 侍戦隊シンケンジャー > 侍戦隊シンケンジャーVSゴーオンジャー 銀幕BANG!!
  - 炎神戦隊ゴーオンジャー > 侍戦隊シンケンジャーVSゴーオンジャー 銀幕BANG!!

『侍戦隊シンケンジャーVSゴーオンジャー 銀幕BANG!!』（さむらいせんたいシンケンジャー たい ゴーオンジャー ぎんまくばん）は、2010年1月30日より東映系で公開された日本の映画作品。スーパー戦隊シリーズ『侍戦隊シンケンジャー』の映画化作品であり、スーパー戦隊VSシリーズの一つ。
キャッチコピーは、「2大戦隊! 正義のロードへ、いざ参る!!」。

## 概要
『侍戦隊シンケンジャー』と『炎神戦隊ゴーオンジャー』のクロスオーバー作品であり、前作『劇場版 炎神戦隊ゴーオンジャーVSゲキレンジャー』に続き「スーパー戦隊祭」枠の第2弾として劇場公開された。タイトルは、両作の夏の劇場版のタイトル「劇場BANG!!」と「銀幕版」を合わせたもの。劇場版VSシリーズとしては、前作と異なり当初から劇場公開用作品として製作されたものである。
VSシリーズの劇場版への移行に伴い、Vシネマ時代から変更・追加された部分も多く、この傾向は次作以降にも受け継がれていった。従来のシリーズでは、基本的には現役戦隊側の組織の戦闘員のみが登場していたが、本作品からは一部を除いて現役・前作双方の戦闘員が両方登場する。音楽面では主題歌がエンディングのみとなり、2作品のオープニングテーマが挿入歌となった。
本作品からの追加面では、テレビ放送開始前の新戦隊が登場するようになり、本作品では『天装戦隊ゴセイジャー』が先行登場する。また、本編の上映時間も拡大され、本作品以降は約1時間以上が基本となっている。
時間軸としては『シンケンジャー』のサムライハオーが登場する第三十五幕から薄皮太夫がアクマロのもとを去る第四十幕の間となっている。
劇場版として制作された一方、前作同様に公開から早期のDVD発売を前提にしているため、前売券販売は行われず、鑑賞料金は特別設定となった。全国40万人の先着入場者プレゼントとしてデータカードダス・スーパー戦隊バトル ダイスオーカード『No-P-003 シンケンレッド』も配られた。
脚本は『シンケンジャー』のメインライターである小林靖子が担当した。
2010年1月30 - 31日の初日2日間の週末興行ランキング（興行通信社調べ）で初登場第5位となった。また、ぴあ初日満足度ランキング（ぴあ独自調べ）では『おとうと』、『ゴールデンスランバー』に続き第3位となっている。
また、VSシリーズが劇場版として定番化したことに伴い、VSシリーズとは別途にVシネマが製作されるようになった。

## あらすじ
炎神戦隊ゴーオンジャーは、ガイアークの残党を追ってガンマンワールドへと旅立ち、害統領バッチードとの最終決戦に臨んでいた。しかし、その最中バッチードによってメンバーと炎神たちはバラバラに様々な世界に飛ばされてしまっていた。
シンケンジャーたちは、街中に突如現れた蛮機兵たちと戦っていた。外道衆とは違う敵に戸惑いながら戦っていると、そこにゴーオンレッド / 江角走輔が現れ、蛮機兵を撃退する。
走輔は、バッチードによってこの世界に飛ばされてきており、志葉家にて事情を話しシンケンジャーに協力を求める。しかし、走輔の空気を読めていない態度に腹を立てた丈瑠は彼を「素人」呼ばわりし、走輔も丈瑠に「殿とかいう偉そうな奴の家来にされるのもごめんだ」と言い放ち、2人は決裂してしまう。
一方、バッチードはドウコクらの元に現れ、ともに三途の川の水を溢れさせる計画をもちかけていた。外道衆と手を組んだバッチードは、アヤカシホムラコギを従え、シンケンジャーの6人とゴーオンレッドに襲いかかる。しかしバッチードは強力で、丈瑠を除くシンケンジャーの5人は異世界へ飛ばされ、海に吹き飛ばされた丈瑠と走輔を助けに行った彦馬とボンパーも人質に取られてしまう。さらに人質になった2人とバッチードの前で、目的を巡って、シンケンレッドとゴーオンレッドが激突してしまう。
バラバラになってしまったメンバーたちは再び集結できるのだろうか。

## 登場人物

### オリジナルキャラクター
ハイパーゴーオンレッド
シンケンレッドから受け取った恐竜ディスクをマンタンガン（ロッドモード）に装着することでパワーアップした姿。スーパーシンケンレッドとともに戦う。通常は炎神キャストのマークが見えるマンタンガンの窓部分に恐竜ディスクのマークが写っている。必殺技ではマンタンガンを鞭のようにしならせていた。

ホムラコギ
バッチードに協力するために呼ばれたアヤカシ。体から炎を放ち、両手の円月輪状の武具焔摩大火輪（）を車輪のように合わせることで火炎を撒きながら高速移動もできる。残忍だが炎のように熱い性格。朧車の伝承の元になったとされる。
ドウコクの命令でボンパーと彦馬を拉致する。決戦においては、ゴーオンジャー4人とゴーオンウイングスの射撃、シンケンジャー5人のシンケンマルとサカナマル、スーパーシンケンレッドのスーパーシンケンマルとハイパーゴーオンレッドのマンタンロッドの同時攻撃で敗北。二の目で巨大化しての戦闘では、バッチ―ドの盾にされて、自身だけが、モヂカラキャノンボールで倒される羽目になる。
- デザインは篠原保が担当した。元々はテレビシリーズ用にデザインされていたものの本体よりも大きい車輪（火の輪）などがテレビシリーズの予算では賄えないことから不採用となっていたが、本作品の制作時に篠原が再度提案し、モチーフがゴーオンジャーやバッチードとも重なることもあり採用された。

害統領バッチード（）
『炎神戦隊ゴーオンジャー』のGP-FINALで名前のみ語られたガイアークの最高権力者。ゴーオンジャーが追っていた蛮機族ガイアークの害統領。三途の川の水を原材料に、汚れたガスを永久に垂れ流し全てのワールドを汚すことができるバッチリウムプラントを完成させるために外道衆と手を組む。その目的は11次元全ての世界をバッチリウムプラントを使って汚染し、ガイアークワールドとして統一、そこに君臨することである。
スパナや歯車で形成された身体で頭部が右上にあるというアンバランスな体型をしている。プラスドライバーのような槍と電動ドリル型の銃が武器。右腕をドライバー状にして接近戦を挑む他、全身の歯車を回転させることで歯車状のエネルギー波を出すバッチードスパイラル、胸部の歯車から射撃するバッチードバルカンが得意技。さらに次元を自由に行き来する能力を持ち、相手を他の次元に送り込むことも可能。単身でもシンケンジャーたちを圧倒するほどの戦闘力を持つが、執念深く騙し討ちや仲間を盾にする汚い手段を平気で行う卑怯で狡猾な性格。語尾に「であーる」と付けて喋る。
ホムラコギが巨大化したことに合わせ、自身もバッチリウムエナジーを漲らせて巨大化。バッチリウムプラントと融合合体して、完全体となり、サムライハオーとエンジンオーG12相手に優位に立つが、サムライフォーメーション23によるサムライ炎神スーパー大開砲を受けて敗北。「負けたら終わりなのではない、止めたら終わりなのである。辞任」を言い残して果てた。なお、最期の言葉はリチャード・ニクソンの言葉の引用。
2011年放送の『海賊戦隊ゴーカイジャー』第35、36話では二代目害統領のババッチードが登場する。
『仮面ライダー×スーパー戦隊 スーパーヒーロー大戦』では大ザンギャックの怪人として登場。
- デザインは酉澤安施が担当した。デザインモチーフは工具。頭部の歯車はデウス・ハグル・マギアの強化版を内蔵していると想定している。銃はガンマンワールドでの決闘のために急遽デザインを発注したものである。歯車はゴーオングリーンとゴーオンブラックの腕にも付いていたことから、テレビシリーズの蛮機獣では避けられていたが、もういいだろうという判断から付けられた。当初はヨゴシュタインの直系のようなデザインも描かれていた。
- バッチリウムプラントはヘルガイユ宮殿を改造・アレンジしたもの。

## 映画新規必殺技
モヂカラキャノンボール
折神と炎神による合体攻撃で全員の姿を模したエネルギーを敵にぶつける技。
サムライフォーメーション23
折神と炎神が協力したフォーメーションで、考案者は早輝と範人から炎神のことを聞いた流ノ介。
エンジンオーG9（9体）が持つイカテンクウバスター（4体）を、両サイドでシンケンオー（5体）、ダイカイオーヒガシ（1体）、モウギュウダイオー（1体）、キョウレツオー（3体）が支える（計23体）。この時、ゴーオンジャーはシンケンジャー側の操縦席に転送される。必殺技はイカテンクウバスターの一斉射撃サムライ炎神スーパー大開砲（）。
使用後は元のサムライハオーとエンジンオーG12に戻る。
- イメージは戦隊シリーズでのヒーロー集合による必殺技で、戦隊のバズーカに見立てたイカテンクウバスターを5体のロボが撃つものとなり、撃つ前に溜めるなど少し前の戦隊のノリで撮影したという。

## 登場ワールド
ヒューマンワールド
ゴーオンジャーやシンケンジャーの世界。丈瑠と走輔だけは異次元に飛ばされずここに留まっている。
ガンマンワールド
荒野とガンマンたちの世界。ゴーオンジャーとバッチードが最初に戦っている世界。設定のみ存在していたが、本作品で初めてビジュアルとして表現された。
『海賊戦隊ゴーカイジャー』第35、36話にも登場。
グラスワールド
辺り一面に草原が広がる世界。離れ離れになった仲間たちを探すためスピードルが立ち寄る。
クリスマスワールド
サンタクロースの世界。各ワールドを行き来する列車がある。列車には切符がないと乗れない。茉子と源太、大翔と美羽がこの世界に飛ばされる。
サムライワールド
『炎神戦隊ゴーオンジャー BUNBUN!BANBAN!劇場BANG!!』にも登場した侍の世界。ことはと千明とダイゴヨウ、連と軍平がこの世界に飛ばされる。
ジャンクワールド
廃墟の世界。流ノ介、早輝と範人がこの世界に飛ばされる。

## キャスト
- 志葉丈瑠 / シンケンレッド - 松坂桃李
- 池波流ノ介 / シンケンブルー - 相葉弘樹
- 白石茉子 / シンケンピンク - 高梨臨
- 谷千明 / シンケングリーン - 鈴木勝吾
- 花織ことは / シンケンイエロー - 森田涼花
- 梅盛源太 / シンケンゴールド - 相馬圭祐
- 江角走輔 / ゴーオンレッド - 古原靖久
- 香坂連 / ゴーオンブルー - 片岡信和
- 楼山早輝 / ゴーオンイエロー - 逢沢りな
- 城範人 / ゴーオングリーン - 碓井将大
- 石原軍平 / ゴーオンブラック - 海老澤健次
- 須塔大翔 / ゴーオンゴールド - 徳山秀典
- 須塔美羽 / ゴーオンシルバー - 杉本有美
- 腑破十臓 - 唐橋充
- 子供サンタ - 大森唯詩
- 警備員サンタ - 日下秀昭
- 岡っ引き - 山本道俊
- ケガレシア - 及川奈央
- 日下部彦馬 - 伊吹吾郎

### 声の出演
- 血祭ドウコク - 西凜太朗
- 薄皮太夫 - 朴璐美
- 骨のシタリ - チョー
- 筋殻アクマロ - 堀川りょう
- ダイゴヨウ - 遠近孝一
- 炎神スピードル - 浪川大輔
- 炎神バスオン - 江川央生
- 炎神ベアールV - 井上美紀
- 炎神バルカ - 保志総一朗
- 炎神ガンパード - 浜田賢二
- 炎神キャリゲーター - 津久井教生
- 炎神トリプター - 石川静
- 炎神ジェットラス - 古島清孝
- 炎神ジャン・ボエール - 西村知道
- ボンパー - 中川亜紀子
- ヨゴシュタイン - 梁田清之
- キタネイダス - 真殿光昭
- バッチード - 銀河万丈
- ホムラコギ - 吉野裕行
- ナレーション - 宮田浩徳
- ゴセイレッド - 千葉雄大『天装戦隊ゴセイジャー』
- ゴセイピンク - さとう里香『天装戦隊ゴセイジャー』
- ゴセイブラック - 浜尾京介『天装戦隊ゴセイジャー』
- ゴセイイエロー - にわみきほ『天装戦隊ゴセイジャー』
- ゴセイブルー - 小野健斗『天装戦隊ゴセイジャー』
- テンソウダーの声 - 沢木郁也『天装戦隊ゴセイジャー』

### スーツアクター
- シンケンレッド[24][4][25]、ゴーオンレッド[25][4] - 福沢博文
- シンケンブルー[26][27]、ゴーオンブルー[27]、ゴセイブラック[27] - 押川善文
- シンケンピンク[28]、薄皮太夫（代役）[29] - 人見早苗
- シンケングリーン[30] - 竹内康博
- シンケンイエロー[31] - 橋口未和
- シンケンゴールド[32][33] - 岡元次郎
- 腑破十臓[34]、筋殻アクマロ[要出典]、害地大臣ヨゴシュタイン[34] - 清家利一
- 渡辺淳
- 野川瑞穂
- 日下秀昭
- ゴセイピンク[29]、薄皮太夫[29]、害統領バッチード[29] - 蜂須賀祐一
- 筋殻アクマロ（代役）[34]、バッチード（特撮班）[29] - 大林勝
- 神尾直子
- 佐藤太輔
- ゴーオンレッド（代役）[35][要ページ番号] - 浅井宏輔
- 村岡弘之
- 中川素州
- ホムラコギ[36] - 金田進一
- 田中宏幸
- 渡邉昌宏
- おぐらとしひろ
- 的場耕二
- 橋本恵子
- 佐藤義夫
- 花川仁教
- 石井靖見
- 五味涼子
- 村井亮
- 藤田慧
- 竹中寛幸
- 玄也
- 岡田貴善
- 蔦宗正人
- 高橋玲
- 伊藤教人
- 森村修一
- 横田遼
- 藤井祐伍
- 遠藤誠
- 細川晃弘
- 福井理沙
- 大岩剣也
- 片伯部浩正
- 渡辺隼斗
- 岡田和也
- 内川仁朗
- 神前元
- 白崎誠也
- 伊藤慎
- 中村博亮
- バッチード（代役）[29] - 蜂須賀昭二

## スタッフ
- 製作 - 平城隆司、福原英行、鈴木武幸、松田英史、木下直哉
- 原作 - 八手三郎
- プロデュース - 佐々木基（テレビ朝日）、加藤和夫（東映ビデオ）、宇都宮孝明、大森敬仁（東映）、矢田晃一、深田明宏（東映エージエンシー）
- 脚本 - 小林靖子
- 音楽 - 高木洋、大橋恵
- 撮影 - 松村文雄
- チーフ助監督 - 須上和泰(東京)、久郷久雄(京都)
- 助監督 - 葉山康一郎、中山陽介、作野良輔
- キャラクターデザイン - 篠原保、酉澤安施
- プロデュース補 - 中野剛（東映ビデオ）、石川啓（東映）
- アクション監督 - 石垣広文（ジャパンアクションエンタープライズ）
- 特撮監督 - 佛田洋（特撮研究所）
- 撮影協力 - 東映京都撮影所、東映太秦映画村
- 「シンケンジャーVSゴーオンジャー」製作委員会 - テレビ朝日、東映ビデオ、東映、東映エージエンシー、木下工務店
- 配給 - 東映
- 監督 - 中澤祥次郎

## 音楽
主題歌「侍ファーストラップ-銀幕BANG!!-」
作詞：藤林聖子、マイクスギヤマ / 作曲：大石憲一郎、YOFFY、高取ヒデアキ / 編曲：Project.R（大石憲一郎） / 歌：Project.R（YOFFY、高取ヒデアキ、Sister MAYO）
『ゴーオンジャー』のED「炎神ラップ」を基に、『シンケンジャー』のOP・ED侍戦隊シンケンジャー/四六時夢中シンケンジャーをリミックスし、シンケンジャー風にアレンジした楽曲。
ED映像では、シンケンジャーが曲に合わせて踊っている（振付も『ゴーオンジャー』のエンディングテーマ振付を担当したあかいけのりあきによる新作）。ゴーオンジャーは踊りに参加していないが、ED映像には登場しており、こちらでは逆に『シンケンジャー』のED映像を思わせる演出（イラスト風の背景で、富士山を見上げる）があった。なお、フルサイズは存在しない。
挿入歌
「侍戦隊シンケンジャー」
作詞：藤林聖子 / 作曲：YOFFY / 編曲：Project.R（大石憲一郎・サイキックラバー） / 歌：サイキックラバー (Project.R)
「炎神戦隊ゴーオンジャー」
作詞：マイクスギヤマ / 作曲：岩崎貴文 / 編曲：Project.R（大石憲一郎、岩崎貴文） / 歌：高橋秀幸 (Project.R)

## 映像ソフト化
- 侍戦隊シンケンジャーVSゴーオンジャー 銀幕BANG!! 通常版（DVD1枚組、2010年3月21日発売）
  - 映像特典
    - PR集
    - 見所絵巻
- 侍戦隊シンケンジャーVSゴーオンジャー 銀幕BANG!! 特別限定版（DVD2枚組、2010年3月21日発売）
  - ディスク1：本編DVD（通常版と同様）
  - ディスク2：特典DVD
    - メイキング
    - 完成会見
    - 公開前夜祭
    - 公開初日舞台挨拶
    - VSガイアーク図鑑&アヤカシ絵巻
    - VS蛮機族&外道衆絵巻
    - ノンスーパーED
    - ポスタービジュアル
    - スーパー戦隊バトル ダイスオー発表会時PV

  - 封入特典
    - ポストカード（2枚）

## ネット配信
2019年8月25日から同年9月24日まで東映特撮YouTube Officialにて、夏休み特別企画として1か月限定で無料公開された。